# شمال فيتنام

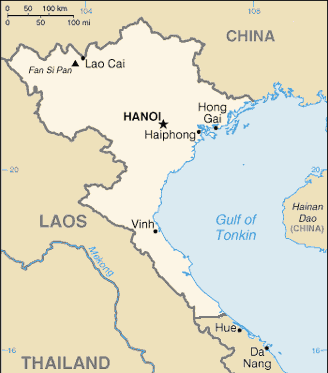
شمال فيتنام (سابقاً)

فيتنام الشمالية (بالفيتنامية: Việt Nam Dân Chủ Cộng Hòa)، واسمها رسميًا جمهورية فيتنام الديموقراطية، هي دولة تأسست في جنوب شرق آسيا بين عامي 1945 و1976.
خلال ثورة أغسطس عقب الحرب العالمية الثانية، أعلن الثوري الشيوعي الفيتنامي هو تشي منه، زعيم تحالف فيت مين، استقلال بلاده عن الهند الصينية الفرنسية في الثاني من شهر سبتمبر عام 1945، معلنًا بذلك عن تأسيس جمهورية فيتنام الديموقراطية. كان الـ فيت مين (تعني “اتحاد استقلال فيتنام”) تحالفًا يجمع عدة مجموعات وطنية فيتنامية، معظمها خضعت لقيادة الشيوعيين عقب إعادة تأسيس الحزب الشيوعي الفيتنامي في شهر فبراير عام 1951 بعدما كان محظورًا.
تدخلت فرنسا لترسيخ هيمنتها الاستعمارية على فيتنام، ما أدى إلى اندلاع الحرب الهندو–صينية الأولى في شهر ديسمبر عام 1946، وهي حرب عصابات خاضها الـفيت مين ضد فرنسا. استولى الـفيت مين على معظم المناطق الريفية في فيتنام وسيطروا عليها، ما أدى إلى هزيمة فرنسا عام 1954. انتهت مفاوضات مؤتمر جنيف في نهاية ذلك العام بإنهاء الحرب والاعتراف باستقلال فيتنام. قُسمت البلاد وفق اتفاقيات مؤتمر جنيف إلى منطقتين شمالية وجنوبية على طول خط عرض 17° شمال، واشترطت الاتفاقيات إجراء انتخابات عامة في شهر يوليو عام 1956 لـ ”تحفيز عملية توحيد فيتنام”. سيطرت جمهورية فيتنام الديموقراطية على المنطقة الشمالية، وأصبحت تُعرف باسم فيتنام الشمالية، أما المنطقة الجنوبية، والتي كانت تخضع لسيطرة دولة فيتنام التي أسستها فرنسا، فكانت تُدعى بـ فيتنام الجنوبية.
حملت المفوضية الدولية مسؤولية الإشراف على تطبيق اتفاقيات مؤتمر جنيف، وتألفت المفوضية من الهند وكندا وبولندا. مثّلت الهند حركة عدم الانحياز، بينما مثّلت كلّ من كندا وبولندا الكتلة الغربية والكتلة الشرقية على الترتيب. لم توقع الولايات المتحدة الأمريكية على اتفاقيات جنيف، وعلّقت قائلة أنها “ستستمرّ بالسعي وراء تحقيق وحدة البلاد عبر الانتخابات الحرة تحت إشراف الولايات المتحدة لضمان إجرائها بشكل عادل”. في شهر يوليو من عام 1955، أعلن رئيس وزراء دولة فيتنام، نغو دينه ديم، عن عدم مشاركة فيتنام الجنوبية في الانتخابات المُزمع عقدها لتوحيد البلاد. قال دينه ديم أن دولة فيتنام لم توقع على اتفاقيات جنيف، لذا فهي ليست مقيّدة بتنفيذ أحكامها.
عقب فشل محاولة توحيد البلاد عبر الانتخابات، حاولت فيتنام الشمالية توحيد البلاد بالقوة، ما أدى إلى اندلاع الحرب الفيتنامية عام 1955. حارب الجيش الشعبي الفيتنامي في فيتنام الشمالية وفدائيو الفيت كونغ المتمركزين في فيتنام الجنوبية ضد جيش دولة فيتنام الجنوبية، وحصل الطرف الأول على دعمٍ من حلفائه الشيوعيين، تحديدًا الصين والاتحاد السوفياتي. تدخلت الولايات المتحدة في الصراع بالإضافة إلى دول أخرى مناهضة للشيوعية مثل كوريا الجنوبية وأستراليا وتايلاندا إلى جانب فيتنام الجنوبية، وقدموا لها دعمًا عسكريًا كثيفًا لمنع دولٍ أخرى في جنوب شرق آسيا من تبني الفكر الشيوعي. انتشر الصراع في الدول المجاورة، فدعمت فيتنام الشمالية تنظيم الباثيت لاو خلال الحرب الأهلية اللاوسية والخمير الحمر في كمبوديا ضد الحكومات المتحالفة مع الولايات المتحدة الأمريكية والتي أدارت تلك الدول. بحلول عام 1973، اضطرت الولايات المتحدة وحلفاؤها إلى الانسحاب من الحرب، ما أدى إلى ترك فيتنام الجنوبية تحارب وحدها، وهكذا اكتسحتها جيوش فيتنام الشمالية المتفوقة عسكريًا.
انتهت حرب فيتنام في الثلاثين من شهر أبريل عام 1975، وأصبحت فيتنام الجنوبية خاضعة لسلطة الحكومة الثورية الانتقالية، ما أدى إلى توحيد فيتنام في الثاني من شهر يوليو عام 1976، وخلق جمهورية فيتنام الاشتراكية التي نعرفها اليوم. احتفظت الجمهورية الاشتراكية بالتوجهات السياسية لفيتنام الشمالية تحت تأثير الاتحاد السوفياتي، وحافظت أيضًا على عضويتها في المنظمات الدولية، مثل مجلس التعاون الاقتصادي كوميكون.

## قيادة هو تشي منه (1945–1969)

### إعلان الجمهورية
عقب نحو 300 عامٍ من التجزئة التي فرضتها السلالات الإقطاعية، توحدت فيتنام مرة جديدة تحت سلطة واحدة عام 1802 عندما أسس جيا لونغ سلالة نجوين، لكن البلاد أصبحت محمية فرنسية عقب عام 1883 وخضعت لاحقًا للاحتلال الياباني عقب عام 1940 خلال الحرب العالمية الثانية. بعد فترة قصيرة من استسلام اليابان في الثاني من شهر سبتمبر عام 1945، دخل الفيت مين مدينة هانوي إبان ثورة أغسطس، وأُعلن عن قيام جمهورية فيتنام الديموقراطية في الثاني من شهر سبمتبر عام 1945: فحلّت حكومة واحدة لعموم البلاد محلّ سلالة نجوين. أصبح هو تشي منه زعيم جمهورية فيتنام الديموقراطية. تحدّث الرئيس الأمريكي فرانكلن روزفلت ضد الحكم الفرنسي في الهند الصينية، وكانت الولايات المتحدة تدعم الفيت مين في تلك الفترة.

### الجمهورية المبكرة
أعلنت جمهورية فيتنام الديموقراطية تحت زعامة هو تشي منه سطوتها على كامل أراضي فيتنام، لكن خلال تلك الفترة، كانت فيتنام الجنوبية تعاني من فوضى سياسية عميقة. فبعد انهيار الحكم الفرنسي، ثم السلطة اليابانية، برز خلاف حادٌ بين الفصائل السياسية في سايغون، صاحبه تفشي العنف في الريف. في السادس عشر من شهر أغسطس عام 1945، نظّم هو تشي منه المجلس القومي في تان تراو. تبنى المجلس 10 سياسات كبرى للفيت مين، وأقرّ قانون الانتفاضة العامة، وصمم العلم الوطني الحاوي على النجمة الذهبية خماسية الرؤوس في منتصفه، واختار النشيد الوطني واللجنة الوطنية لتحرير فيتنام، والتي شكّلت لاحقًا الحكومة الثورية المؤقتة تحت زعامة هو تشي منه. في الثاني عشر من شهر سبمتبر عام 1945، وصلت أولى الجيوش البريطانية إلى سايغون. في الثالث والعشرين من شهر سبمتبر، عقب 28 يومًا على استلام سكان سايغون السلطة السياسية، احتلت الجيوش الفرنسية مقرات الشرطة ومكتب البريد والعديد من المباني العامة الأخرى. كان الفصيل السياسي الأبرز في شمال فيتنام هو الجيش القومي الصيني، وإثر الوجود الصيني، اضطر هو تشي منه والفيت كونغ إلى استيعاب واستضافة القوميين الفيت المدعومين من الصين. في شهر يونيو عام 1946، أخلت الجيوش القومية الصينية مدينة هانوي، وفي الخامس عشر من شهر يونيو، وصلت آخر الفصائل إلى هافونغ. عقب مغادرة البريطانيين في عام 1946، سيطر الفرنسيون على جزءٍ من كوتشنتشين والساحل الوسط جنوبي والمرتفعات الجبلية الوسطى منذ انتهاء حرب المقاومة الجنوبية. في شهر يناير من عام 1946، عقد الفيت مين انتخابات وطنية في جميع المقاطعات لتأسيس مجلس وطني. يشير الحماس الشعبي لهذا الحدث إلى امتلاك الفيت مين شعبية كبيرة في تلك الفترة، على الرغم من قلة المنافسين وتشكيل المجلس من طرف الحزب حتى قبل انتهاء الاقتراع. كسب الفيت كاك والفيت كووك 70 مقعدًا في المجلس الوطني لتأسيس حكومة موحدة.
في الثامن عشر والتاسع عشر من شهر سبمتبر عام 1945، عقد الفيت مين اجتماعات سرية مع الفيت كاك (18 سبتمبر عام 1945) والفيت كووك (19 سبمتبر عام 1945). في هذين الاجتماعين، مثّل نجوين هاي تان الفيت كاك، بينما مثّل نجوين تونغ تام الفيت كووك. وافق هو تشي منه على توحيد الفيت مين مع الفيت كاك والفيت كووك. وهكذا، كسب الفيت مين، الذي قاد حكومة جمهورية فيتنام الديموقراطية، الدعم السياسي والمادي من جمهورية الصين.

## أعلام
- ويليام مارشال روارك
- دوين دبليو. مارتن